# Frank Greiner
Frank Greiner (Coburgo, 3 luglio 1966) è un allenatore di calcio ed ex calciatore tedesco, di ruolo centrocampista.

## Palmarès

### Giocatore

#### Competizioni nazionali
- Campionato tedesco di seconda divisione: 1

Kaiserslautern: 1996-1997
- Coppa di Germania: 1

Kaiserslautern: 1995-1996